# 王冠 (现代五项运动员)
王冠（1987年2月16日—），辽宁辽阳人，中国男子现代五项运动员。

## 生平
6岁時，王冠开始跟随教练雒义国练习游泳，兩年后随教练一同到深圳体工大队繼續练习。1999年，12歲王冠在全国游泳锦标赛贏得混合泳亞軍。
14岁時，王冠准备停止练习專心上学，正巧广东现代五项队教练李宇飞选材选中了他；當他知道现代五项有五个项目，而且还能骑马，便馬上答應轉項了。一个月后，他到北京参加一项青少年的“游泳+跑步”体能训练，已取得了不错的名次；再過數月，他更被安排参加2002年广东省运动会现代五项比賽，最後拿到第2名。
2008年，王冠在全国现代五项锦标赛暨全国青年锦标赛中，夺得男子个人赛冠军，又在2009年3月舉行的现代五项冠军赛，夺得男子个人赛冠军，并率广东队夺得团体赛冠军。他在短短两年间横扫国内各项现代五项大赛的冠军奖项。
2010年，王冠参加2010年广州亚运会现代五项比赛，并获得男子个人第四名和男子团体银牌。
2012年，王冠代表中国出戰英國倫敦舉行的奥林匹克运动会2012年夏季奧林匹克運動會現代五項比賽男子組賽事。在击剑項目中，王冠表现不佳，在前13轮比赛中未获得一胜，最後以12胜23负积664分，在36名选手中位列最尾。在游泳比赛中，王冠以2分12秒13的成绩排名第二，但积分仍以1904分垫底。在马术比赛中，王冠以“SHEARWATER OSCAR（海鸥奥斯卡）”出戰，不但连续遭罚分，最终更因超时而未获成绩。